# Carrer de Pau Claris

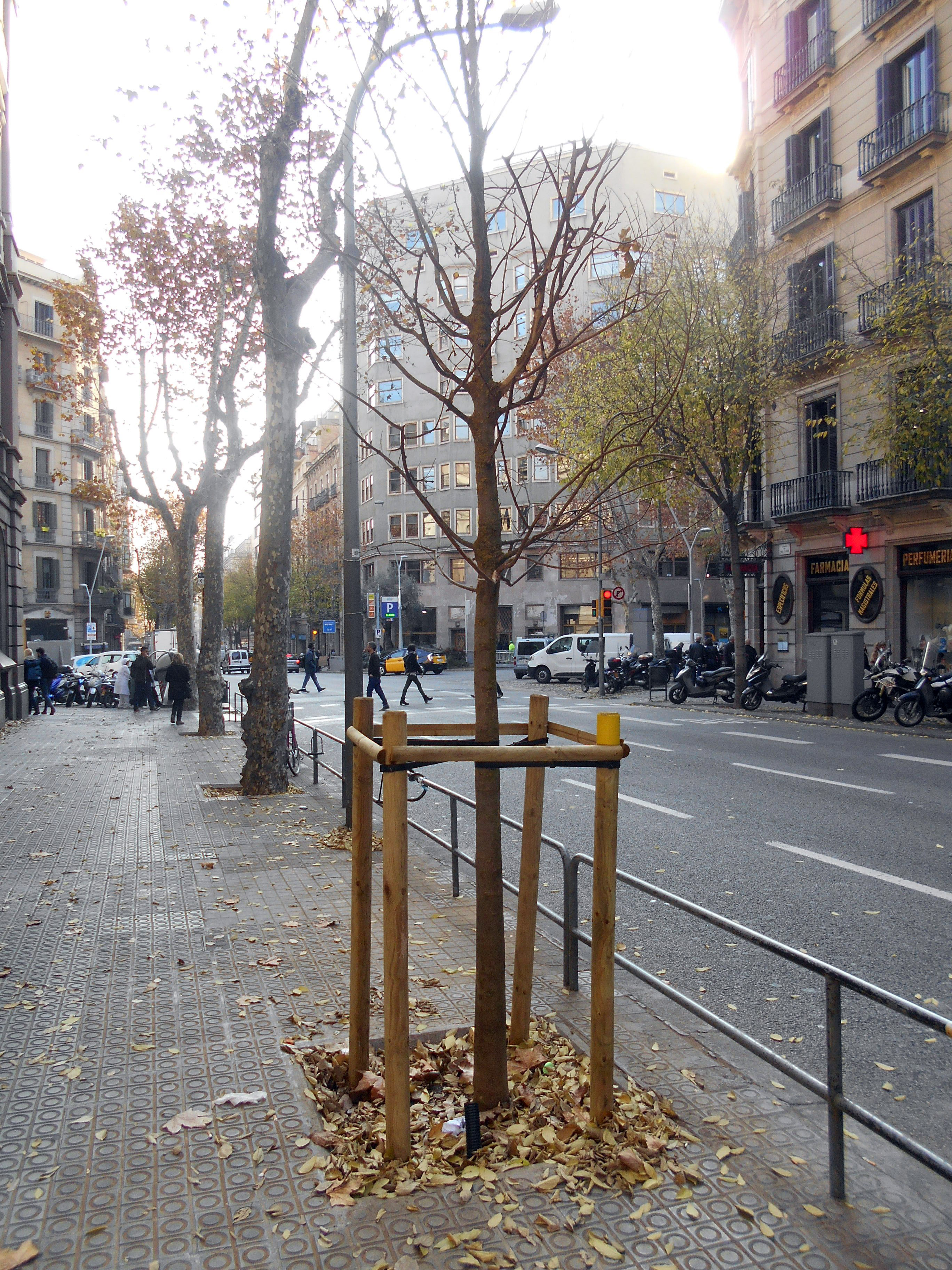
Carrer de Pau Claris

Carrer de Pau Claris is een straat in het district Eixample in de Spaanse stad Barcelona. Deze straat maakt deel uit van het gridpatroon van de stad en loopt parallel aan de Passeig de Gràcia en Carrer de Roger de Llúria richting de kust. Het begin van deze straat is bij Avinguda Diagonal en hij eindigt bij Plaça Urquinaona, waar deze verdergaat als Via Laietana. Het is de op een na drukste eenrichtingsstraat van het district Eixample.
De straat is vernoemd naar de Catalaanse politiek leider Pau Claris i Casademunt die in 1640 de Catalaanse republiek uitriep.